# Commutair-Flug 4821
Auf dem Commutair-Flug 4821 verunglückte am 3. Januar 1992 eine von der CommutAir im Namen der USAir Express betriebene Beechcraft 1900C, mit der ein Regionalflug vom Plattsburg Clinton County Airport zum Saranac Lake-Adirondack Airport innerhalb des US-Bundesstaates New York durchgeführt wurde. Kurz vor der geplanten Landung wurde die Maschine ins Gelände geflogen, wobei zwei der vier Personen an Bord getötet wurden.

## Maschine
Bei der betroffenen Maschine handelte es sich um eine Beechcraft 1900C. Die Maschine wurde im Jahr 1990 endmontiert und trug die Werksnummer UB-135. Es handelte sich um die 138. Maschine des Typs Beech 1900 aus laufender Produktion. Die Maschine wurde im Dezember 1990 mit dem Luftfahrzeugkennzeichen N55000 neu an die Metro Air Northeast ausgeliefert. Ab dem 10. April 1991 befand sich die Maschine in der Flotte der Commutair, die diese in der Bemalung und im Namen der USAir Express betrieb. Das zweimotorige Regionalverkehrsflugzeug war mit zwei Turboprop-Triebwerken des Typs Pratt & Whitney Canada PT6A-65B ausgestattet. Bis zum Zeitpunkt des Unfalls hatte die Maschine eine Gesamtbetriebsleistung von 1675 Betriebsstunden absolviert.

## Insassen
Auf dem Commutair-Flug 4821, einem Inlandslinienflug der Commutair innerhalb des Bundesstaates New York, befanden sich an diesem Tag nur zwei Passagiere an Bord. Es befand sich zudem eine zweiköpfige Besatzung an Bord, bestehend aus einem Flugkapitän und einem Ersten Offizier. Auf dem Regionalflug waren keine Flugbegleiter vorgesehen.

## Flugverlauf und Unfallhergang
Der Anflug der Maschine erfolgte mittels Instrumentenlandesystem (ILS). Die Piloten hatten eine Freigabe zur Landung auf der Landebahn 23 des Saranac Lake-Adirondac Airport erhalten. Die Maschine wurde im Anflug auf den Zielflughafen in etwa 6,2 km vor der Landebahn in einer Höhe von etwa 2280 Fuß (ca. 690 Meter) über NN auf einer Anhöhe des Blue Hill ins Gelände geflogen. Die Höhe des Gleitpfades hätte an diesem Punkt 2900 Fuß (ca. 880 Meter) betragen. Einer der beiden Piloten und einer der beiden Passagiere des Linienfluges wurden getötet.

## Ursache
Als Unfallursache wurde dem Kapitän das Versäumnis zur Last gelegt, einen stabilisierten Anflug einzuleiten, außerdem seine unzureichende Gegenprüfung der Instrumente und die Durchführung eines Sinkfluges unter die Sicherheitsflughöhe bei der endgültigen Korrektur des Anfluges. Dem Ersten Offizier wurde das Versäumnis zur Last gelegt, den Anflug zu überwachen. Als beitragende Faktoren im Zusammenhang mit dem Unfall wurden die Wetterbedingungen und mögliche statische Niederschlagsstörungen angegeben. Das NTSB war der Ansicht, dass der Gleitpfadindikator aufgrund dieser statischen Niederschläge möglicherweise unzuverlässige Werte angezeigt hatte.